# Коаста-Мегурій
Коаста-Мегурій (рум. Coasta Măgurii) — село у повіті Ясси в Румунії. Входить до складу комуни Балш.
Село розташоване на відстані 326 км на північ від Бухареста, 53 км на захід від Ясс.

## Населення
За даними перепису населення 2002 року у селі проживали 233 особи, усі — румуни. Усі жителі села рідною мовою назвали румунську.